# Plateau des Tailles
 (août 2021).
Si vous disposez d'ouvrages ou d'articles de référence ou si vous connaissez des sites web de qualité traitant du thème abordé ici, merci de compléter l'article en donnant les références utiles à sa vérifiabilité et en les liant à la section « Notes et références ».

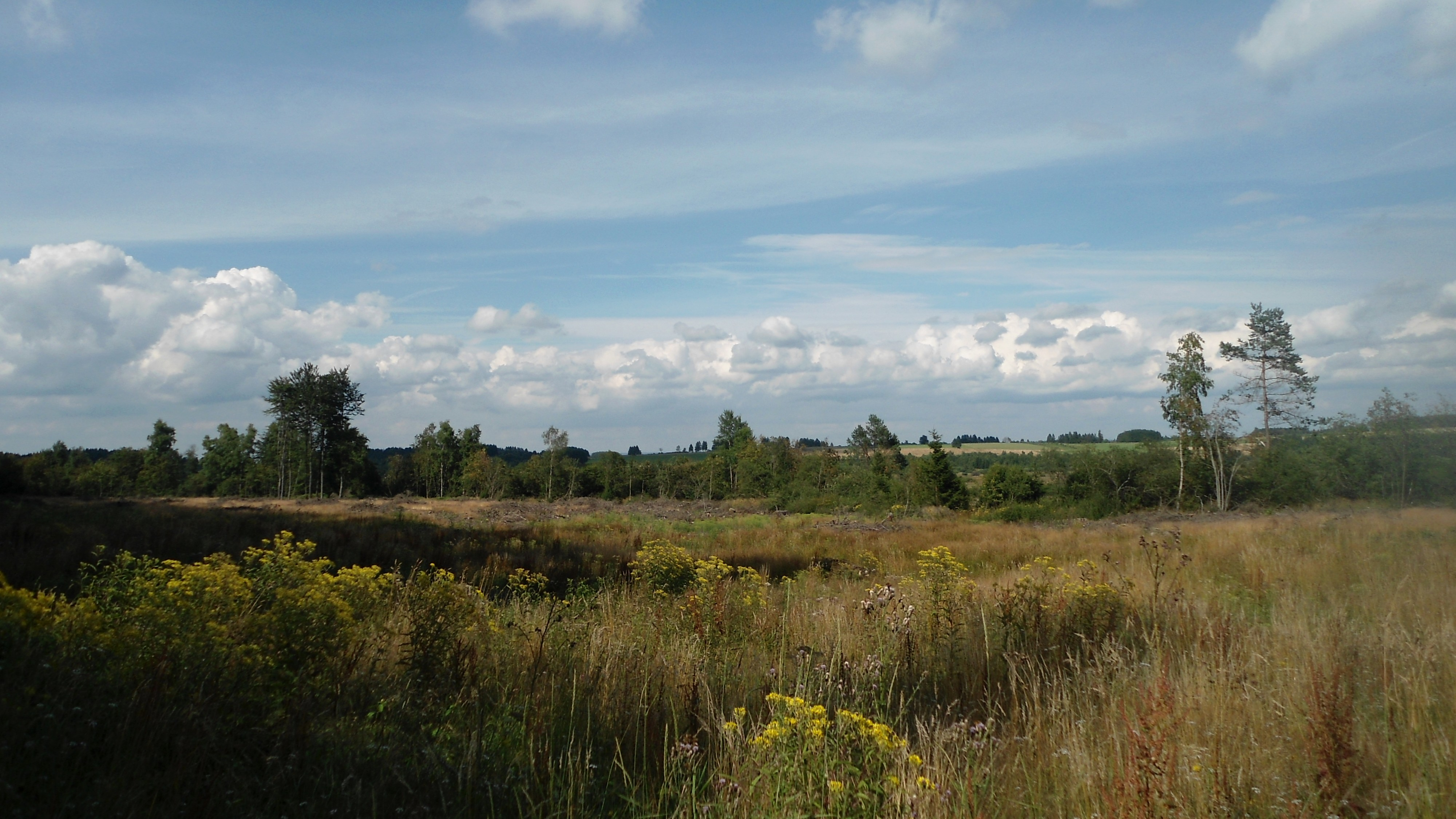
Grande Fagne du plateau des Tailles entre Bihain et les Petites-Tailles.

Le plateau des Tailles est un haut plateau du massif ardennais situé en Belgique (province de Luxembourg - Région wallonne). Son sommet, qui est aussi le point culminant de la province de Luxembourg, se situe à 652 mètres d'altitude à la Baraque de Fraiture.

## Géographie

### Situation
Ce plateau fait partie des communes de Manhay, La Roche-en-Ardenne, Houffalize, Vielsalm, Gouvy (province de Luxembourg) et Lierneux (province de Liège). Les villages de Chabrehez, Tailles, les Petites-Tailles, Bihain, Regné, Fraiture et Odeigne bordent le plateau dont l'altitude dépasse souvent les 600 mètres. De nombreux ruisseaux naissent sur le  plateau. Ils rejoindront les bassins hydrographiques de l'Ourthe et de l'Amblève. Le plateau est desservi par la sortie 50 de l'autoroute du Soleil (A26/E25) et par les routes nationales 30 (Liège-Bastogne) et 89 (La Roche-en-Ardenne–Salmchâteau) qui se croisent à la Baraque de Fraiture.
Écologiquement, le plateau présente nombre de caractéristiques équivalentes, en termes biologiques, géologiques, météorologiques, etc., à un autre plateau, plus vaste, de la haute Ardenne, le plateau des Hautes Fagnes, situé à une trentaine de kilomètres plus à l'est.

### Climat

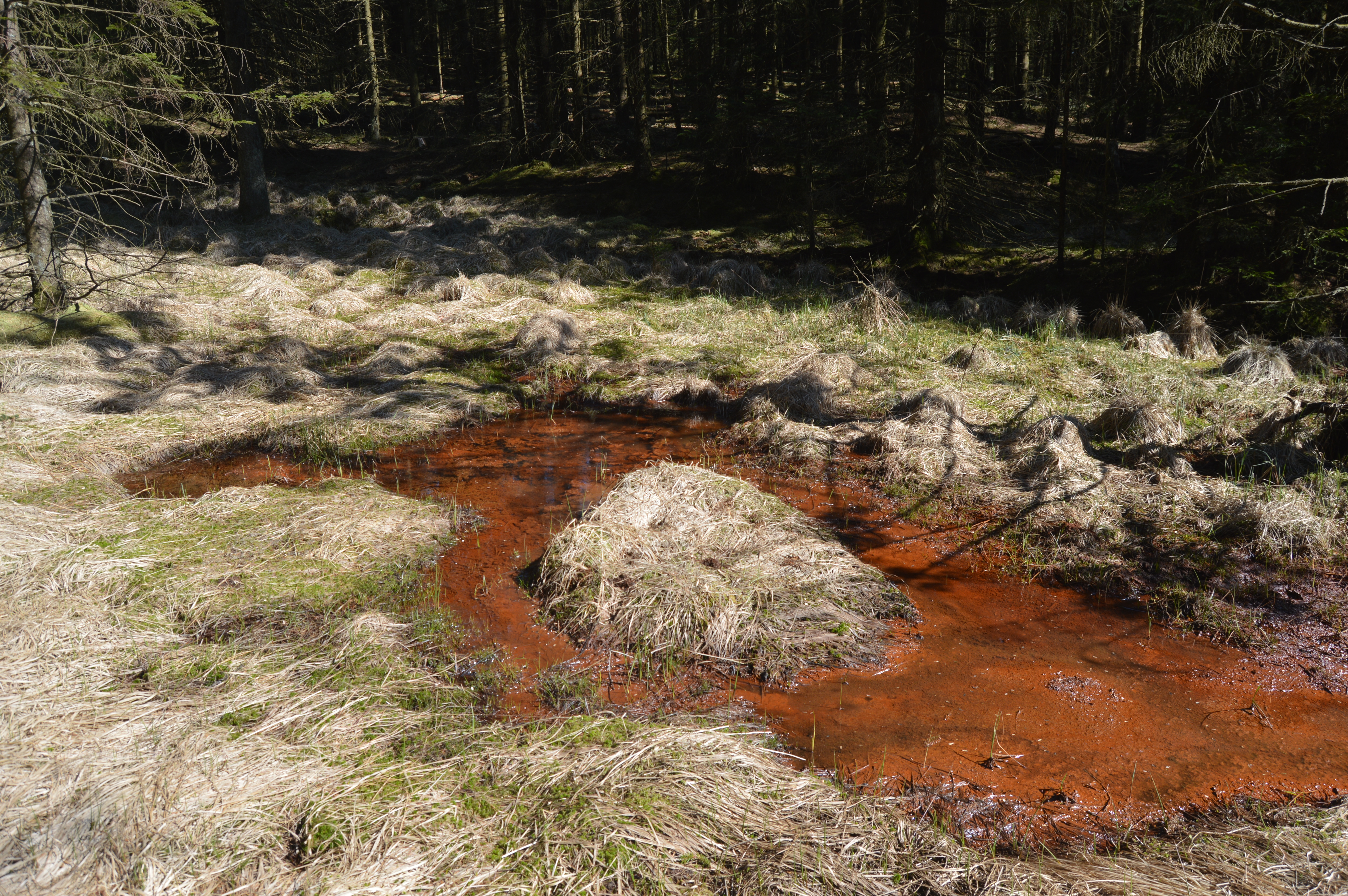
Ruisseau ferrugineux à proximité de la baraque de Fraiture.

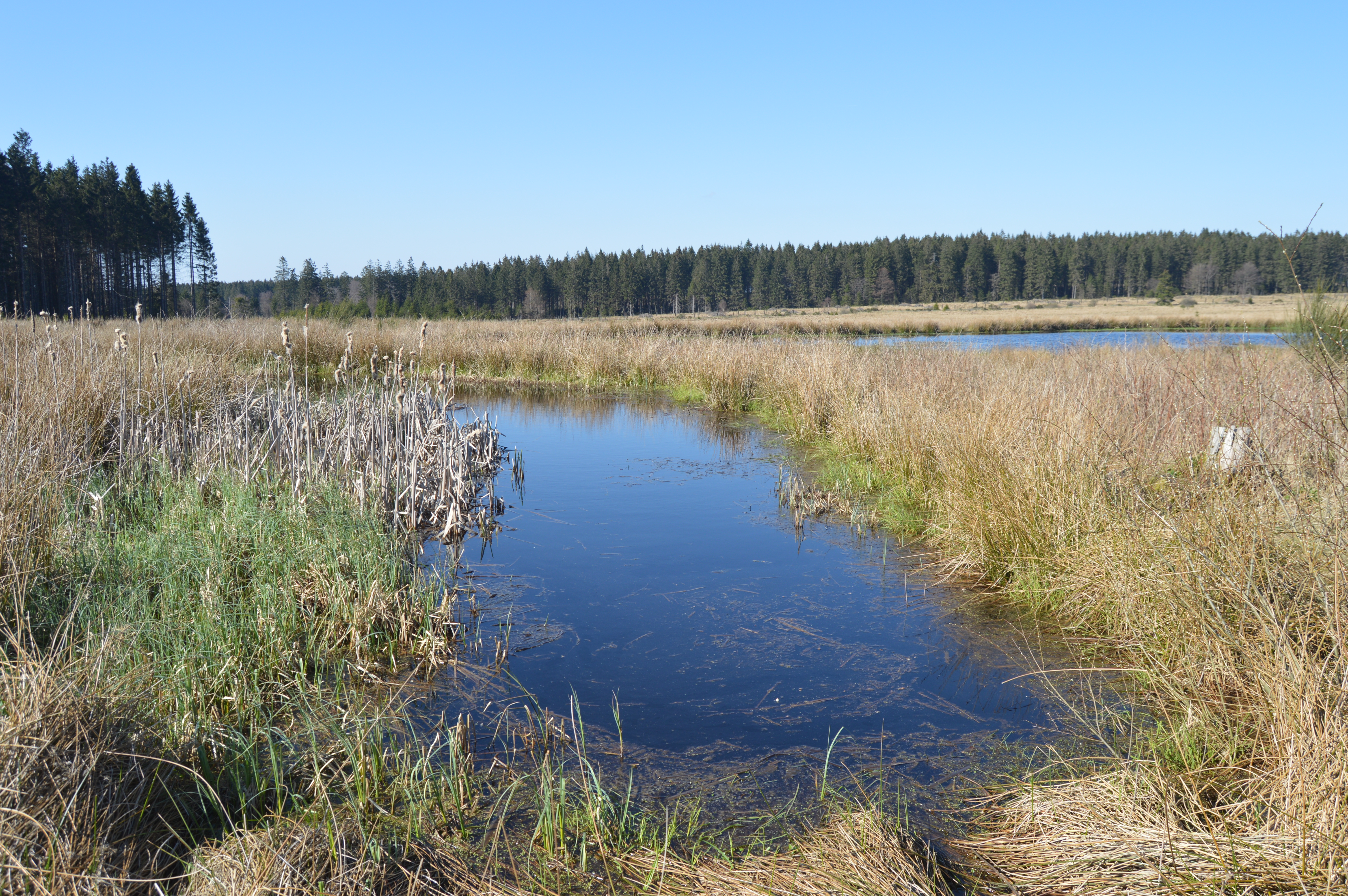
Fagne de la Goutte.

Des hivers rudes, des gelées fréquentes (une moyenne annuelle de 120 jours), de la neige présente entre 20 et 60 jours par an, une pluviosité élevée (une moyenne annuelle de 198 jours de précipitations (pluie ou neige) et une quantité de 1 300 mm) et une température moyenne annuelle de 6,5 °C font du plateau des Tailles une des régions les plus inhospitalières et les plus rudes de Belgique. Ces conditions hivernales attirent chaque année de nombreux skieurs et randonneurs venus principalement de Belgique et des Pays-Bas. Ils se concentrent principalement à la Baraque de Fraiture.

### Faune
- la pie-grièche grise
- la bécassine des marais
- l’engoulevent d’Europe
- la chouette de Tengmalm
- le traquet pâtre
- la cigogne noire
- le tarier des prés

### Flore
- l’arnica des montagnes
- la trientale
- la narthécie des marais,
- la canneberge
- l’andromède
- l’orchis tacheté
- le rossolis à feuilles rondes
- la linaigrette vaginée à feuilles étroites

## Description

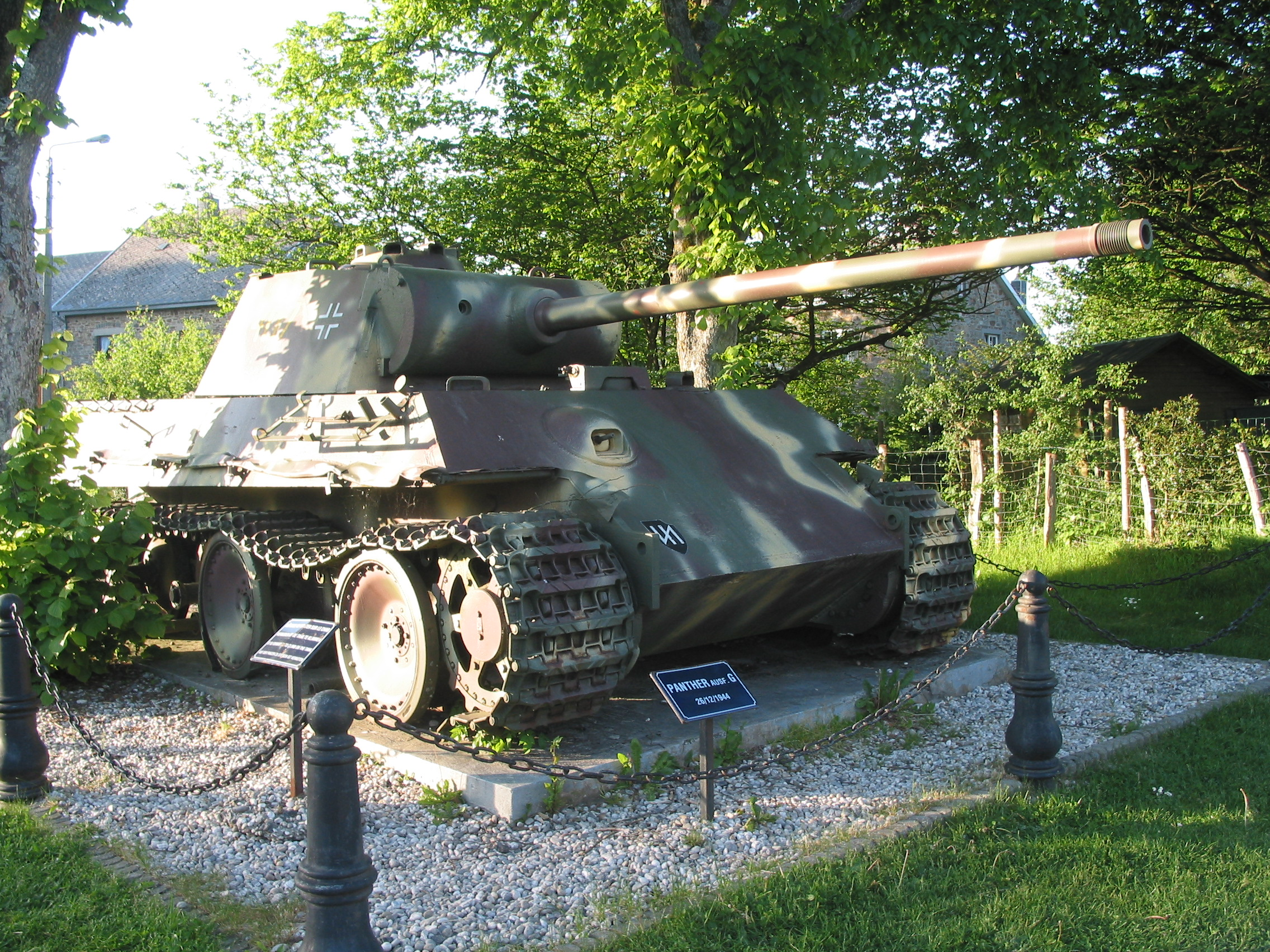
Char allemand "Panther" à Manhay.

Les forêts couvrent plus de la moitié de la superficie du plateau des Tailles. L'épicéa y est majoritaire, suivi par le hêtre. On trouve également de nombreuses prairies où pâturent vaches, chevaux ou moutons, des prairies de fauche ainsi que des landes sèches ou humides. Contrairement au plateau des Hautes Fagnes, les tourbières ne couvrent que des surfaces restreintes.
La réserve naturelle domaniale de la (grande) fagne du plateau des Tailles est une immense zone marécageuse se situant au sud du ruisseau de Bihain.
Une réserve naturelle a été créée en 1967. Aujourd'hui, elle couvre une surface de 682 hectares et comprend les sites de la Fange de Sacrawé, la Fange de Pisserotte, la Fange du Grand Passage, la Fange de Massotais, la Fange de Robièfa, la Fange de la Crépale et la Fange aux Mochettes.
Sur le plateau, naissent plusieurs cours d'eau comme la Lienne, l'Aisne, l'Eau de Ronce, le Martin-Moulin, la Belle-Meuse ou le ruisseau de Chevral. Comme pour les Hautes Fagnes, le plateau présente aussi divers pouhons (sources carbo-gazeuses et ferrugineuses) dans ses vallées.
Le versant oriental du plateau est par ailleurs le seul lieu où peut être trouvée une pierre unique au monde, le coticule, qui a longtemps fait l'objet d'une exploitation comme pierre à aiguiser.

## Histoire
Le plateau se trouvait au cœur du massif ardennais, aux confins des territoires des tribus gauloises que furent les Trévires (vers l'est et le sud), les Condruzes (à l'ouest) et les Éburons (au nord). Diverses traces anciennes d'exploitation minière, datant notamment de cette époque celte, peuvent être observées, et notamment au trou des Massotais, identifié comme une ancienne mine d'or.
Le premier tir opérationnel d'un missile V2 était prévu le 6 septembre 1944, depuis un site au sud du village des Petites-Tailles, mais des ennuis techniques et l'avance des Alliés qui avaient franchi la Meuse contraignirent les Allemands à se rapprocher de leur frontière. Il aura finalement lieu deux jours plus tard à une vingtaine de kilomètres plus à l'est, sur la route entre Gouvy et Sterpigny, pointé vers Paris.
Le site prévu se trouvait au croisement de la route nationale reliant la baraque de Fraiture à Houffalize (route nationale 30) et du Vieux chemin de Bihain (50° 13′ 49″ N, 5° 46′ 09″ E).
De nombreux combats eurent lieu dans la région à l'occasion de la bataille des Ardennes lors de l'hiver 1944-1945, dont à Manhay.

## Sources et liens externes
- http://old.biodiversite.wallonie.be
- http://users.skynet.be/fa456560/plateautailles.htm